# Simon van Zeelst
Simon van Zeelst (Hedel, 23 februari 1994) is een Nederlands voormalig profvoetballer die als middenvelder speelde.

## Carrière
Van Zeelst speelde in de jeugdopleiding bij RKC Waalwijk toen deze opging in de Regionale Jeugdopleiding Willem II/RKC. Uiteindelijk koos de speler voor een carrière bij Willem II. In de tweede helft van het seizoen 2012/13 had Willem II te maken veel blessures op het middenveld: Hans Mulder, Niek Vossebelt, Ryan Sanusi en Nicky Hofs waren langdurig uitgeschakeld. Derhalve kreeg Van Zeelst een oproep van Willem II-trainer Jurgen Streppel om zich aan te sluiten bij het eerste elftal voor de thuiswedstrijd op 6 april 2013 tegen PSV (1–3 nederlaag). Hij maakte toen meteen zijn debuut als basisspeler. Op dat moment maakte Van Zeelst nog deel uit van de A1 van de RJO Willem II/RKC. Op 22 april 2013 werd bekendgemaakt dat Van Zeelst een tweejarig profcontract zou tekenen bij Willem II; op 1 september stapte hij over naar RKC Waalwijk.
In 2015 ging hij voor JVC Cuijk spelen. Vanaf medio 2018 komt hij uit voor VV DOVO.

### Carrièrestatistieken
| Seizoen                        | Club            | Land            | Competitie      | Competitie | Competitie | Beker | Beker | Internationaal | Internationaal | Overig | Overig | Totaal | Totaal |
| Seizoen                        | Club            | Land            | Competitie      | Wed.       | Dlp.       | Wed.  | Dlp.  | Wed.           | Dlp.           | Wed.   | Dlp.   | Wed.   | Dlp.   |
| ------------------------------ | --------------- | --------------- | --------------- | ---------- | ---------- | ----- | ----- | -------------- | -------------- | ------ | ------ | ------ | ------ |
| 2012/13                        | Willem II       | Nederland       | Eredivisie      | 6          | 0          | 0     | 0     | 0              | 0              | 0      | 0      | 6      | 0      |
| 2013/14                        | Willem II       | Nederland       | Eerste divisie  | 2          | 0          | 0     | 0     | 0              | 0              | 0      | 0      | 2      | 0      |
| 2014/15                        | RKC Waalwijk    | Nederland       | Eerste divisie  | 31         | 3          | 1     | 0     | 0              | 0              | 0      | 0      | 32     | 3      |
| Carrière totaal                | Carrière totaal | Carrière totaal | Carrière totaal | 39         | 3          | 1     | 0     | 0              | 0              | 0      | 0      | 40     | 3      |
| Bijgewerkt op 10 november 2014 |                 |                 |                 |            |            |       |       |                |                |        |        |        |        |